# Stratenský tunel (silniční)
Stratenský tunel nebo Tunel Stratená je tunel na silnici I. třídy 67 v Košickém kraji v katastrálním území města Dobšiná, západně od obce Stratená. Je dlouhý 325,7 metru a obchází dopravně těžko průchodný Stratenský kaňon. 
Je to jediný tunel na Slovensku situovaný na silnici I. třídy a zároveň až do otevření tunelu Branisko v roce 2003 nejdelší silniční tunel na Slovensku (po přestavbě Bratislavského tunelu pod Hradním vrchem z let 1943–1949 ze silničního na tramvajový v letech 1982–1983).
Tunel v severovýchodním svahu vápencové planiny Duča byl vybudován v letech 1969–1971 na místě, kde Hnilec v Stratenské dolině meandry překonává soutěsku Stratenský kaňon, kterou až do otevření tunelu vedla i silnice. Kaňon je dnes součástí NPR Stratená a platí v něm nejvyšší, 5. stupeň ochrany. Vede jím naučná stezka a cykloobjížďka tunelu.
Souběžně se silničním tunelem vede, přibližně 45 m jižněji, i železniční tunel na trati Červená Skala - Margecany. Niveleta silničního tunelu je asi 15 m pod niveletou železnice.